# Ignace Ephrem II Karim
Ignace Ephrem II Karim (en arabe : إغناطيوس أفرام الثاني ; en syriaque : ܐܝܓܢܐܛܝܘܣ ܐܦܪܝܡ ܬܪܝܢܐ), également orthographié Ignace Aphrem II Karim, né le 3 mai 1965 à Qamichli en Syrie, est le 123e primat de l'Église syriaque orthodoxe. Il porte le titre de « Patriarche d'Antioche et de tout l'Orient ».

## Biographie
Sa famille syriaque est originaire du village d'Ehwo dans le Tour Abdin, son prénom de baptême est Cyrille.
Il entra au séminaire théologique Saint-Éphrem à Atchaneh au Liban en 1977. De 1984 à 1988, il poursuivit ses études supérieures, au séminaire copte du Caire.
Cyrille fut ordonné hiéromoine en 1985, pendant un an de 1988 à 1989, il fut le secrétaire du patriarche Ignace Zakka Ier Iwas d'Antioche ainsi que professeur au monastère Mor Ephrem de Maaret Saidnaya.
En 1989, il entre au St Patrick's College de Maynooth, dans lequel il obtint une licence en théologie en 1991 et un doctorat (Divinitatis Doctor) en 1994. Pendant cette période, il s'occupa aussi de la communauté syriaque orthodoxe du Royaume-Uni.
Il est l'auteur de plusieurs livres.

## Élection
Il fut consacré évêque dans la cathédrale syriaque orthodoxe Sainte-Marie de Kameshli le 28 janvier 1996  ; chargé de l'Est américain, dont le siège est à Teaneck, dans le New Jersey.
Le synode réuni au monastère Saint-Jacques-Baradée d'Atchaneh au Liban, l'élit comme patriarche le 31 mars 2014,. À cette occasion, il est reçu par le pape François.

## Patriarcat
Depuis le début de la guerre en Syrie, il soutient le régime de Bachar-el-Assad contre les révolutionnaires démocrates, islamistes et djihadistes, comme tous les autres patriarches des communautés chrétiennes de Syrie[réf. souhaitée]. 
Le 19 juin 2016, il échappe de peu à un attentat-suicide, qui a fait trois morts et cinq blessés lors d'une commémoration du génocide assyrien à Qamichli, dans le Nord de la Syrie.
Avec les patriarches orthodoxe et grec-melkite catholique d’Antioche Jean X et Joseph Absi, il a condamné en 2018 les bombardements de Barzé et de Him Shinshar par les États-Unis, la France et le Royaume-Uni, que Leurs Béatitudes ont qualifié notamment d'« agression injuste » qui « encourage les organisations terroristes ».